# Szakítani nehéz dolog
A Szakítani nehéz dolog 1942-ben bemutatott magyar, fekete-fehér film, Kiss Manyi, Dajka Margit és Benkő Gyula főszereplésével.

## Cselekmény
Beczkay Gábor és Hammer Milka szakítanak. A lány visszaadja Gábornak a szerelmes leveleit. Amikor a férfi újraolvassa a leveleket, úgy érzi, hogy ő és Milka mégis összetartoznak. Elhatározza, hogy elutazik a lányhoz és kibékül vele. Útközben azonban egy mérges öregúr, akiről csak később derül ki, hogy ő az Amerikából hazatért nagybátyja, kidobja a vonatablakból a szerelmi levelezését tartalmazó kék táskát. Egy ábrándozó vidéki lány, Epressy Manci találja meg, s a leveleket olvasgatva megszereti Gábort. Szerelme nem sokáig marad viszonzatlan, mert Gábor, miközben a táska után nyomoz, szintén beleszeret Manciba. Nagybátyja, Milka nagynénjének egykori vőlegénye pedig Milkát veszi feleségül.

## Színészek
- Dajka Margit - Hammer Milka
- Benkő Gyula - Beczkay Gábor
- Makláry Zoltán - Milka nagynénjének hódolója
- Rajnai Gábor - Beczkay Sándor, Gábor nagybátyja
- Tóth Júlia - Epressy Manci
- Vaszary Piri - Hammer Milka nagynénje
- Kiss Manyi
- Pethes Ferenc

## Alkotók
- Gyártó: Magyar Filmiroda
- Író: Csathó Kálmán (színdarab: A kék táska, regény: Szakítani nehéz dolog)
- Operatőr: Hegyi Barnabás

## Egyéb infó
A film kópiája elveszett.